# 마스크 (1994년 영화)
《마스크》(영어: The Mask)는 다크 호스 코믹스가 출판한 동명 만화책 시리즈에 기반을 둔 1994년 미국의 슈퍼히어로 코미디 영화이다. 척 러셀이 감독하고 다크 호스 엔터테인먼트가 제작하였으며, 짐 캐리가 로키의 가면을 발견하여 "더 마스크"로 변신하는 주인공 역을 맡았다.
이 영화는 1994년 7월 29일 뉴라인 시네마를 통해 개봉하였으며 상업적으로 성공한 영화가 되었다. 1995년 제67회 아카데미상 시각효과상 후보에 올랐다.
2005년 후속작 《마스크 2 - 마스크의 아들》이 개봉하였다.

## 줄거리
에지시티 지역 은행 창구 직원 스탠리 입키스는 절친이자 동료인 찰리 슈매커를 제외한 주변 모두로부터 조롱을 받는다. 그 와중에 깡패 도리언 티렐은 코코 봉고 나이트클럽의 소유주인 두목 니코를 타도하기 위한 계책을 짠다. 티렐은 가수인 여자친구 티나 칼라일을 스탠리의 은행에 보내 강도질 준비를 위해 은행 구조를 녹화하게 한다. 스탠리는 티나에게 매료되고 티나는 스탠리에게 화답하는 것처럼 행동한다.
티나의 공연을 보기 위해 코코 봉고에 들어가려 했으나 그러지 못하고 귀가하는 길에 임대 자동차마저 고장나자 스탠리는 절망하여 다리 위에서 생각에 잠긴다. 그러다가 스탠리는 도시 항만 주변에서 나무로 된 가면을 발견한다. 집에 돌아와 가면을 착용한 순간 스탠리는 만화스러운 녹색 얼굴의 주트 수트 사나이 "더 마스크"로 변신한다.

## 출연
- 짐 캐리 - 스탠리 입키스 / 더 마스크 역
- 캐머런 디애즈 - 티나 칼라일 역
- 피터 리거트 - 미치 켈러웨이 경위 역
- 피터 그린 - 도리언 티렐 역
- 에이미 얘즈벡 - 페기 브랜트 역
- 리처드 제니 - 찰스 "찰리" 슈매커 역
- 오레스테스 마타세나 - 니코 역
- 짐 두건 - 도일 형사 역
- 제러미 로버츠 - 경비원 보비 역
- 벤 스타인 - 아서 뉴먼 의사: 정신의학자.
- 아이보리 오션 - 미첼 틸턴 역: 시장.
- 레지 E. 캐시 - 프리즈 역
- 데니스 포리스트 - 스위트 에디 역
- 에이먼 로시 - 디키 씨 역
- 팀 배글리 - 어브 역
- 조니 윌리엄스 - 버트 리플리 역
- 낸시 피시 - 애그니스 핀먼 역
- 닐스 앨런 스튜어트 - 올랜도 역
- 블레이크 클라크 - 머리 역
- 졸리 피셔 - 매기 역
- 케빈 그레뷰 - 티렐의 똘마니 역

## 음악

### 사운드트랙
곡 목록
1. "Cuban Pete" (C & C Pop Radio Edit) – 짐 캐리
2. "Who's That Man?" – 익스케이프
3. "This Business of Love" – 도미노
4. "Bounce Around" – 토니! 토니! 토니!
5. "(I Could Only) Whisper Your Name" – 해리 코닉 주니어
6. "You Would Be My Baby" – 버네사 윌리엄스
7. "Hi De Ho" – K7
8. "Let the Good Times Roll" – 피시본
9. "Straight Up" – 더 브라이언 세처 오케스트라
10. "Hey! Pachuco!" – 로열 크라운 레뷰
11. "Gee, Baby, Ain't I Good to You" – 수전 보이드
12. "Cuban Pete" (Arkin Movie Mix) – 짐 캐리

### 오케스트라
곡 목록 (랜디 에덜먼 전곡 작곡·지휘)
1. Opening – The Origin of the Mask
2. Tina
3. Carnival
4. Transformation
5. Tango In The Park
6. Lovebirds
7. Out of the Line of Fire
8. A Dark Night
9. The Man Behind the Mask
10. Dorian Gets a New Face
11. Looking for a Way Out
12. The Search
13. Forked Tongue
14. Milo to the Rescue
15. The Mask Is Back
16. Finale

## 우리말 녹음
| SBS 성우진 (1996년 2월 16일) - 김환진 - 스탠리 입키스(짐 캐리) - 성유진 - 티나(캐머런 디애즈) - 강구한 - 도리언(피터 그린) - 나수란 - 핀먼 부인(낸시 피시) - 김기현 - 두목(오레스테스 마타세나) / 아서 뉴먼 박사(벤 스타인) / 버트 리플리(조니 윌리엄스) - 설영범 - 켈러웨이 경위(피터 리거트) - 이호인 - 스탠리의 상사(에이먼 로시) - 장승길 - 도일(짐 두건) - 이병식 - 도리언의 동료(레지 E. 캐시) / 틸턴 시장(아이보리 오션) - 이윤연 - 찰리(리처드 제니) - 지미애 - 페기 브랜트(에이미 얘즈벡) - 이윤선 - 어브(팀 배글리) - 이진화 - 고객(졸리 피셔) - 김정주 - TV 방송 진행자(웬디 L. 월시) - 박미선 - 클럽 손님(메도 윌리엄스) - 오인성 - 불량배(불릿 밸몬트) - 전인배 - 경찰(조지프 앨피에리) | SBS 제작진 - 컴퓨터 그래픽 - 나병심 - CG - 정희윤 - 녹음 - 박지원, 한재원 - 음향 - 남아영 - 녹화 - 이은경 - 기술 감독 - 서영철 - 번역 - 임병훈 - 연출 - 송길우 |  |